# Período Yemdet Nasr
'
Se denomina período Yemdet Nasr o Jemdet Nasr a uno de los períodos arqueológicos de la historia de Mesopotamia, comprendido entre el 3200 a. C. y el 3000 a. C. aproximadamente. Se trata de un período de transición entre el período de Uruk —definido por la difusión de una cultura común por todo el oriente Próximo— y un período Dinástico Arcaico marcado por las diferencias regionales.
En el Yemdet Nasr se observa la desaparición de los rasgos cerámicos Uruk en los objetos de la periferia mesopotámica: Anatolia, Siria e Irán. En el centro de la cuenca de los dos ríos se produjo el distanciamiento entre las regiones norte y sur; esta última, más poblada, vio el florecimiento de nuevas ciudades que desplazaron a la anteriormente hegemónica Uruk. La administración abandonó el ámbito regional y se localizó en cada una de las ciudades, las cuales se diferenciaron más entre sí. La población rural se asentó en las ciudades; las cuales ofrecían ventajas en el control de los recursos de los ríos. Esto hizo que la población de muchas de ellas creciese considerablemente.
Por primera vez se puede hablar de Ciudades-Estado y Ciudad-Templo, con ello es posible denominar que esta época supuso un periodo de crisis y regionalización , que acabaría evolucionando finalmente desde las sociedades más primitivas, a las sociedades ya estatales.
En este nivel los hallazgos de documentos escritos se ven reducidos considerablemente. Así, en las regiones periféricas, su uso desapareció por completo; si bien se mantuvo en la Baja Mesopotamia. Es probable que, debido al carácter administrativo de la mayoría de los textos, ya no fuesen necesarios cuando la burocracia regional dejó de funcionar.